# Diocesi di Panefisi
La diocesi di Panefisi (in latino: Dioecesis Panephysitana) è una sede soppressa e sede titolare della Chiesa cattolica.

## Storia
Panefisi, nei pressi del lago Manzala, è un'antica sede episcopale della provincia romana dell'Augustamnica Prima nella diocesi civile d'Egitto. Faceva parte del patriarcato di Alessandria ed era suffraganea dell'arcidiocesi di Pelusio.
Il primo vescovo documentato di quest'antica diocesi è Filippo, che prese parte al concilio di Nicea del 325. Lo stesso vescovo, ma senza indicazione della sede di appartenenza, partecipò, secondo la Apologia contra Arianos di Atanasio di Alessandria, al concilio di Tiro del 335 e al concilio di Sardica del 343/344.
Il secondo vescovo noto di Panefisi è Archebio, sul finire del IV secolo. Nel suo viaggio dalla Siria all'Egitto per far visita ai monasteri della Tebaide, san Cassiano si fermò, nel 399, nel piccolo porto di Thennesos il giorno stesso in cui veniva eletto il nuovo vescovo di questa città; a questa cerimonia era presente anche Archebio, vescovo della vicina Panefisi.
Il terzo vescovo è Ammonio, che figura tra i padri presenti al concilio di Efeso nel 431.
Dal 1933 Panefisi è annoverata tra le sedi vescovili titolari della Chiesa cattolica; il titolo finora non è stato assegnato.

## Cronotassi dei vescovi greci
- Filippo † (prima del 325 - dopo il 344)
- Archebio † (menzionato nel 399)
- Ammonio † (menzionato nel 431)